# Geox
Geox es una marca italiana de zapatos transpirables y resistentes a los líquidos.

## Historia
La compañía es fundada en los años 1990 por Mario Moretti Polegato.El nombre de la marca proviene de la unión del griego geo (tierra, la que pisamos), y  x, una letra-elemento que simboliza tecnología.
En un viaje a Reno (Estados Unidos), para promocionar los vinos producidos por su familia en una conferencia de la industria vitivinícola, Mario Moretti Polegato decidió salir a tomar una caminata. Con incomodidad generada por el sobrecalentamiento de sus pies causado por sus zapatos de suela de goma que estaba usando, él instintivamente agujereó las suelas con un cuchillo. Al hacer esto encontró una forma simple y efectiva para liberar el exceso de calor de sus zapatos. 
A su regreso, Moretti Polegato desarrolló su idea intuitiva en un taller pequeño de una empresa de calzado de su familia y desarrolló una nueva tecnología para suelas de goma. Lo patentó inmediatamente y creó el primer “calzado respirable”.
Después de haber ofrecido sin éxito su invento a compañías de calzado con buen posicionamiento – y después de haber completado satisfactoriamente su propio estudio de mercado con el rango de calzado de niños – Moretti Polegato tomó el primer paso y empezó la producción a gran escala del calzado bajo la marca Geox. 
El nombre de la marca Geox es una combinación de la palabra “GEO” (en griego “tierra”) y la letra “X” (la letra/elemento que simboliza la tecnología). El origen del Nombre Geox remarca la vocación y el ADN de una compañía nacida de una idea revolucionaria y que ha hecho del confort, bienestar e innovación su “deber ser” corporativo.
En los siguientes años Moretti Polegato mejoró la patente original y extendió su rango de productos a calzado para adultos.

## Expansión comercial y reforzamiento industrial del Grupo
Habiendo consolidado su primer éxito en Italia, entre 2000 y 2003 el Grupo se expandió internacionalmente, utilizando canales tanto multimarca como unimarca.
El grupo estableció una organización de ventas para cubrir el mercado internacional, formada por agentes independientes, ubicados por área, quienes manejan la distribución de los productos Geox.
En tan solo unos años el Grupo inauguró Geox Shops en locaciones de compra de primera y la entrada del “zapato respirable” a nuevos mercado llevó a  sorprendentes niveles de venta. La empresa con base en Montebelluna ganó un reconocimiento oficial como una de las historias con mayor éxito en la industria Italiana. 
La empresa creció rápido y su constante inversión en investigación permitió a Geox descubrir nuevas tecnologías y productos. El laboratorio del Grupo, en virtud de sus estudios constantes de la transpiración del cuerpo humano, patentó una idea para el bienestar de la indumentaria – indumentaria Geox. El proyecto permitió la aplicación del know-how (saber cómo) adquirido en el estudio de la transpiración también a indumentaria como chaquetas, anoraks y camperas deportivas. Esto marcó el comienzo de una nueva era para el grupo de Montebelluna – la era de la “respirabilidad total”. Muy poco después, habiendo completado satisfactoriamente una fase de prueba, geox entró al mercado Italiano con un rango de indumentaria patentado.

## Productos

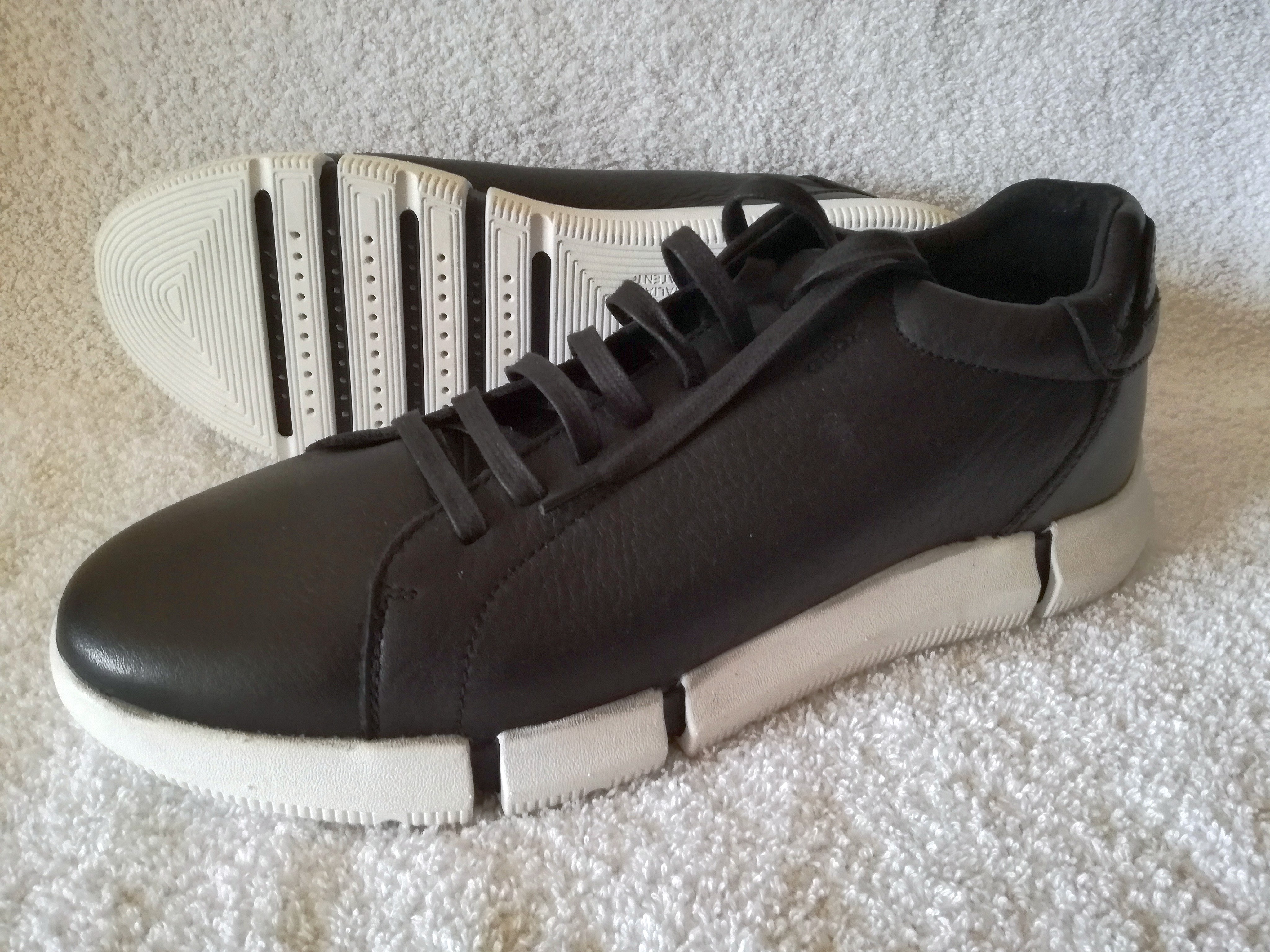
Zapatos Geox con suela transpirable

El Grupo es activo mayormente en la producción y la comercialización en el rango de precios medio a medio/alto, de calzado (94% de las ventas netas de 2006) e indumentaria (6% de la venta neta). En 2006 el Grupo Geox vendió aproximadamente 16 millones de pares de zapatos. 
La idea innovativa del Grupo Geox consiste en perforar las suelas de los zapatos permitiendo que los pies respiren. La actividad del Grupo se origina del lucro de las patentes tanto nacional como internacionalmente.
La investigación en el campo de la innovación tecnológica tiene un rol esencial en el desarrollo de los productos Geox y está orientada a la unificación entre confort y estilo en línea con las últimas tendencias.
El posicionamiento “across-market” de los productos (a través del mercado), en términos de la edad y sexo de los clientes, hace a Geox una marca familiar que es bastante peculiar en el mercado Italiano. De hecho, el Grupo Geox crea tres tipos diferentes de productos distinguidos acorde al consumidor final: productos para niños, para hombres y para mujeres.
Los tres tipos de productos están divididos en tres áreas:
Basado en el éxito de los productos footwear del Grupo, la Compañía ha empezado a aplicar su solución tecnológica para el desarrollo de indumentaria que respira.  

## Patentes
El elemento distintivo del Grupo Geox es haber identificado, patentado e implementado soluciones innovativas y tecnológicas que permiten la combinación de calidad, respirabilidad e impermeabilidad a través del uso de materiales especiales.  El Grupo ha identificado, elaborado y mejorado la metodología detrás de la creación de sus productos., protegiéndolos con patentes en Italia que luego fueron extendidas internacionalmente. 
Mejorando y expandiendo la patente original, el Grupo ha efectuado más de 40 diferentes patentes originadas por la política de la empresa que apunta a mejorar la innovación tecnológica.
La patente de GOMA
La primera patente de goma fue desarrollada en el sector del calzado para resolver el problema de la transpiración en las suelas de goma. La solución exclusiva de Geox consiste de tres partes: Una suela perforada, una plantilla perforada y una tercera parte entre medio de ellas definida en la patente como “membrana permeable al vapor pero impermeable”. La combinación de la membrana caracterizada por poros selectivos, con agujeros en la plantilla y en la base permite que salga el vapor previniendo que entre el agua.
La patente de CUERO
El objetivo de la patente de cuero era de desarrollar una tecnología innovativa orientada a hacer de la suela de cuero impermeable sin impedir su cualidad natural de transpiración. En este caso, el Grupo ha aplicado la metodología constructiva arriba mencionada usando la membrana para impermeabilizar las suelas de cuero. 
La patente de INDUMENTARIA
Esta patente fue creada para aliviar la transpiración del cuerpo y es mayormente utilizada en el área de los hombros. La aplicación de esta patente consiste en el uso de un sistema constructivo de la prenda basado en la creación de una cavidad entre la tela y el cuerpo: esto permite explotar el movimiento natural del aire caliente, dejándolo que suba y salga a través de la parte superior de la prenda.